# Neivamyrmex laevigatus
Neivamyrmex laevigatus é uma espécie de formiga do gênero Neivamyrmex.